# Kirkjubøargarður

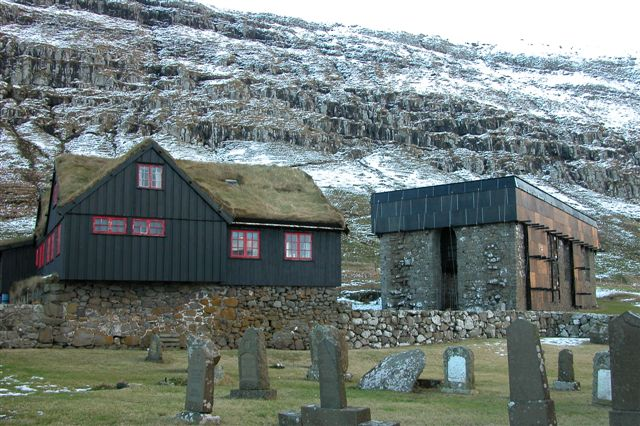
Kirkjubøur 2007 februárjában: balra a királyi gazdaság épülete, jobbra a Magnus-dóm romjai, amelyeket éppen restaurálnak

A Kirkjubøargarður (kirkjubøuri királyi gazdaság) egy ősi gazdaság Feröeren, amely Európa legrégebbi, folyamatosan lakott faépületét is magában foglalja. Maga a gazdaság mindig a legnagyobbak közé tartozott a szigeteken.

## Történelem
A kirkjubøuri gazdaság épületének története a 11. századig nyúlik vissza. Ez volt a feröeri püspökség püspöki rezidenciája és szemináriuma az 1100 körüli évektől kezdve. A hagyomány szerint az épületek alapanyagául szolgáló fa Norvégiából származó uszadékfa. Mivel Feröeren nincsenek erdők, a fa rendkívül értékes alapanyagnak számít.
A legrégebbi rész az úgynevezett roykstova (füstös szoba). Elképzelhető, hogy valamikor áthelyezték, mert nem illeszkedik az alapjához. Egy másik ősi helyiség a loftstova (padlásszoba), ahol feltételezések szerint Erlendur püspök 1298-ban megfogalmazta a Juhlevelet, ami a legrégebbi ismert feröeri oklevél. Ma ez a szoba a gazdaság könyvtára. A stórastova (nagyterem) jóval későbbi, 1772-ben épült.
Jóllehet az épület ma múzeum, az 1550 óta itt gazdálkodó Patursson család 17. generációja ma is itt él. Nem sokkal az 1538-as reformáció után a katolikus egyház összes földje a dán király tulajdonába került. Ez a földterületek mintegy felét jelentette, amit attól fogva a király földjeként (kongsjørð) tartottak számon. A királyi földek legnagyobb darabja a kirkjubøuri gazdaság volt, mivel korábban ez volt a püspöki rezidencia. Ma a terület a feröeri kormány tulajdonában van, amelytől a Patursson család bérli. A királyi gazda címét mindig a legidősebb fiú örökli, és a magántulajdonú földekkel ellentétben a királyi földeket sosem osztják fel az örökösök között.

## Turizmus
A gazdaságban juhot, szarvasmarhát és néhány lovat tartanak. A vendégek betérhetnek egy kávéra, és friss bárányhúst is vásárolhatnak közvetlenül a gazdától. Télen nyúlvadászatot is tartanak a helyiek számára. A roykstova ünnepi alkalmakra kibérelhető, és hagyományos feröeri ételeket szolgálnak fel.
A gazdaság közvetlen közelében találhatók a Magnus-dóm romjai, valamint a szintén középkori eredetű Szent Olaf-templom. Ez a három együtt Feröer legérdekesebb történelmi helyszínét képezi.

## Személyek
Híres emberek, akik itt születtek vagy itt éltek egy ideig:
- Sverre norvég király (1151–1202): itt nőtt fel, és járt szemináriumba.
- Erlendur püspök (?-1308): itt írta a Juhlevelet és ő építtette a Magnus-dómot.
- Súsanna Helena Patursson (1864–1916): Feröer első feministája
- Jóannes Patursson királyi gazda (1866–1946): Helena legidősebb öccse, nacionalista vezető és író
- Sverre Patursson (1871–1960): Helena és Jóannes öccse, író, újságíró és környezetvédő
- Erlendur Patursson (1913–1986): Jóannes fia, író és nacionalista politikus
- Tróndur Patursson (1944–): Jóannes dédunokája, művész és kalandor

## Fordítás
- Ez a szócikk részben vagy egészben  a   Kirkjubøargarður című angol Wikipédia-szócikk ezen változatának fordításán alapul.  Az eredeti cikk szerkesztőit annak laptörténete sorolja fel. Ez a jelzés csupán a megfogalmazás eredetét és a szerzői jogokat jelzi, nem szolgál a cikkben szereplő információk forrásmegjelöléseként.